# 神聖羅馬帝國旗

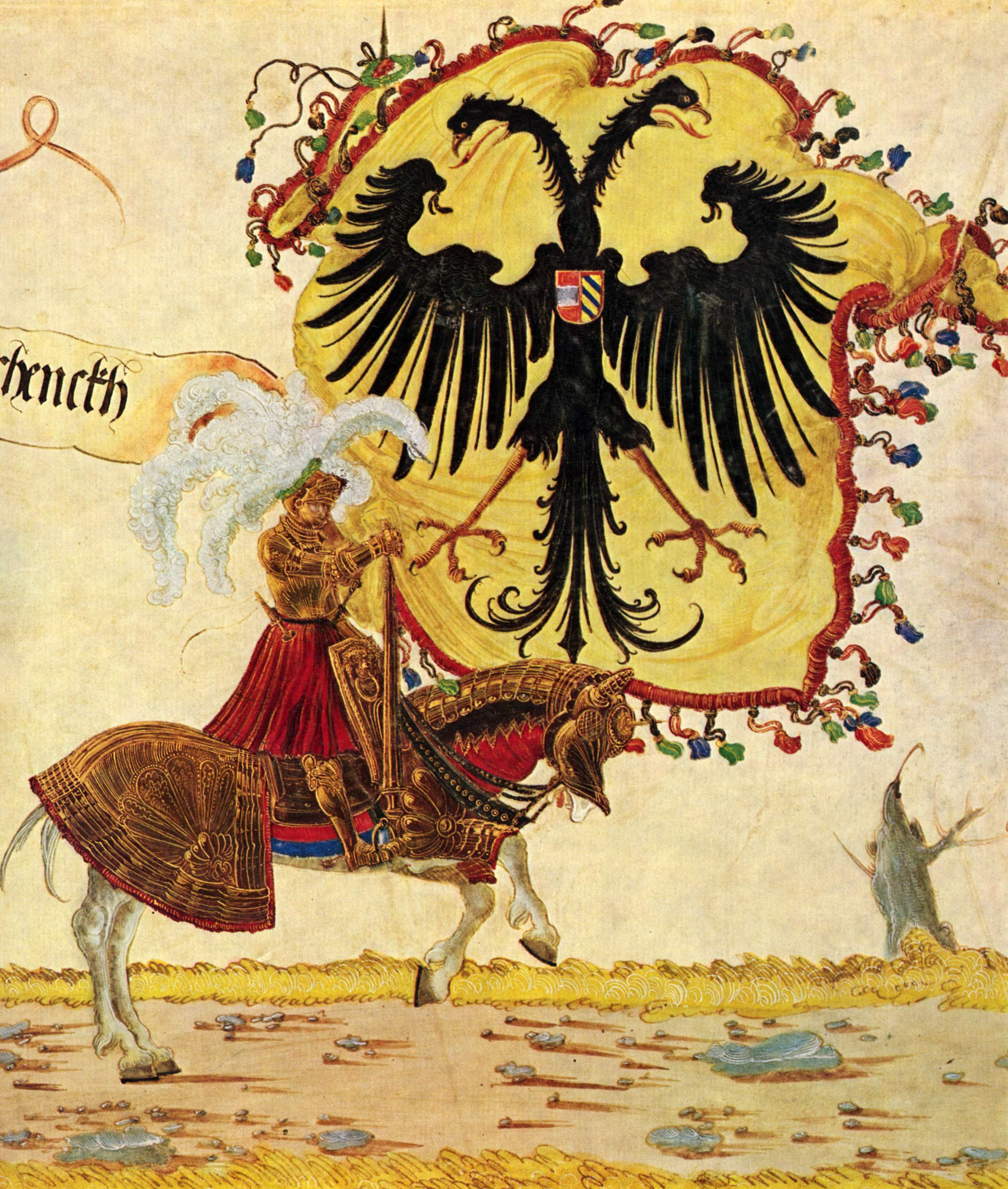
馬克西米利安一世 與帝國旗幟（阿爾布雷希特阿爾特多費爾（Albrecht Altdorfer），繪於1515年

神聖羅馬帝國旗（德語：Reichsbanner des Heiligen Römischen Reiches）一面神聖羅馬帝國皇帝所使用的旗幟，而非國旗。神聖羅馬帝國旗主要由黑色和金色組成，而旗幟的外貌則為金色背景上的一隻黑鷹。在13至14世紀時，旗幟上黑鷹的爪和喙被重設成紅色。自15世紀起，黑色的雙頭鷹取代了黑鷹。

## 帝國旗幟
根據1987年的《邁耶百科詞典·「旗幟」章節》，亨利一世至奧托一世期間的國旗為天使米迦勒。在腓特烈一世期間為一隻鷹。在奧托四世期間為在一條龍頭上盤旋的一隻鷹。而自從西吉斯蒙德後，帝國黑鷹和金色背景成為了國旗。

## 外觀

### 十字時期
神聖羅馬帝國旗幟在13至14世紀期間，與現今的丹麥國旗非常相似，只是其十字位置不同。當時的神聖羅馬帝國旗幟的背景顏色為紅色，並且有一個白色的十字將旗幟劃分成四個等份。而英格蘭國旗的顏色則與這面旗幟相反。

1200年至1400年的帝國旗幟

### 黑鷹時期
在14世紀期間，神聖羅馬帝國旗幟只是一面繪製簡單的旗幟。旗幟的背景顏色為金色，而在旗幟中央有一頭黑鷹。黑鷹的爪和喙均為紅色，但黑鷹並沒有伸出舌頭。使用黑鷹的神聖羅馬帝國旗並沒有因雙頭鷹神聖羅馬帝國旗出現而被棄用。黑鷹帝國旗幟直至1433年才完全被雙頭鷹帝國旗幟取代。

14世紀的帝國旗幟
1400年至1433年期間的神聖羅馬帝國旗。

### 雙頭鷹時期
神聖羅馬帝國旗自15世紀起是一面金色的旗幟。在旗幟中央，有一頭黑色的雙頭鷹，身體左右對稱，爪、喙和舌頭則是紅色的。自1437年起，神聖羅馬帝國旗便被加上了一面盾牌。該盾牌為今奧地利國旗。而自1493年至1556年期間，該盾牌的右側被改為向右下方傾斜的藍黃間條。

1400年至1806年的帝國旗幟
1437年至1493年的帝國旗幟，加上奧地利國旗盾牌
1493年至1556年的帝國旗幟，加上藍黃間條
奧地利帝國國旗，其用色與神聖羅馬帝國旗幟相同

## 歷史
於1804年，拿破侖一世建立法蘭西第一帝國。作為回應，哈布斯堡皇朝的法蘭茲二世宣布自己成為奧地利帝國的皇帝。而奧地利帝國國旗亦是根據神聖羅馬帝國國旗的兩個顏色制成。法蘭茲二世是最後一位神聖羅馬帝國皇帝，因為拿破侖於1806年強迫神聖羅馬帝國解體。在這之後，這些顏色仍然用於奧地利帝國直至1918年。
紅色和白色也曾被使用於神聖羅馬帝國旗幟中。當神聖羅馬帝國參與十字軍的行動時，一個帝國軍旗會於國旗旁飛揚。此旗名為「聖喬治之旗」。「聖喬治之旗」是一面紅底白十字的旗，類似丹麥國旗，並且將兩色調換便成英格蘭國旗。紅白色也是漢薩同盟的旗幟顏色。漢薩貿易船隻是以紅白兩色旗幟分辨，而大部份漢薩城邦也以紅白兩色作為代表其城市的顏色。

## 帝國軍旗

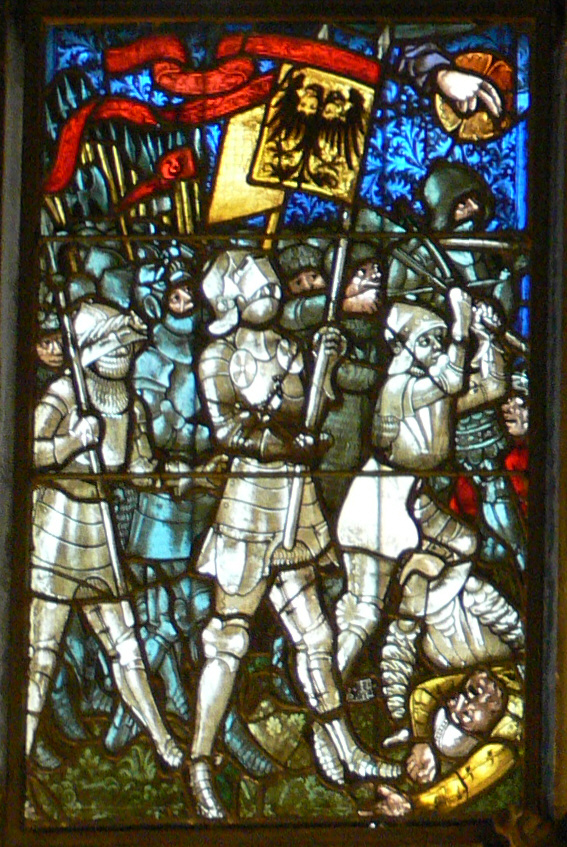
神聖羅馬帝國軍隊行軍時高舉帝國軍旗。

帝國軍旗是皇帝或指揮官前擺放的旗幟。此旗又名「聖喬治之旗」，因為此旗幟紅色的背景上的白色十字正是聖喬治十字。帝國軍旗最早於十字軍東征期間出現。
| 旗幟 | 時間             | 功能                               | 描述 |
| ---- | ---------------- | ---------------------------------- | --- |
|      | 12世紀初－14世紀 | 帝國風暴旗，軍旗，與帝國旗一同使用 | 據信在12世紀的十字軍東征期間發展起來，並在13世紀和14世紀初被用作帝國戰旗。尺寸較皇家旗小，會由騎兵舉立在皇帝或他任命的戰鬥指揮官面前。 |
|      | 15世紀           | 帝國風暴旗                         | 為騎兵旗幟，原本紅底白十字的旗面改成與帝國旗一樣，由金底配上一隻黑色的帝國鷹，並在旗幟頂部配有長條的紅色布條(如右圖所示)。             |
|      | 15世紀           | 帝國皇帝旗                         | 在皇帝出巡時，除了配戴皇室之劍外，隨行的陸軍元帥亦會在皇帝旁舉起此旗，象徵皇帝的到來。                                                 |

1200年至1350年的帝國軍旗
丹麥國旗
英格蘭國旗

## 自由市旗

梅明根市旗
纽伦堡市旗
日内瓦旗幟